# Chris Coy
Chris Coy est un acteur américain né le 1er mai 1986 à Louisville, États-Unis.

## Biographie
Chris Coy est né le 1er mai 1986 à Louisville, États-Unis.
Il est marié depuis 2011 à Alice Coy. Ils ont trois enfants, Veronica Darlene Coy, née en 2012, Dylan Ray Coy, née en 2015 et James Coy, né en 2019. 

## Filmographie

### Cinéma

#### Longs métrages
- 2010 : Greenberg de Noah Baumbach : Un homme à la galerie
- 2011 : Hostel, chapitre III (Hostel : Part III) de Scott Spiegel : Travis
- 2011 : Little Birds d'Elgin James : David Riley
- 2012 : Rogue River de Jourdan McClure : Andrew
- 2013 : Sx Tape de Bernard Rose : Bobby
- 2014 : Délivre-nous du mal (Deliver Us from Evil) de Scott Derrickson : Jimmy
- 2014 : The Barber (The Man Who Wasn't There) de Joel Coen : John McCormack
- 2014 : Kristy d'Olly Blackburn : La capuche bleue
- 2015 : The Culling de Rustam Branaman : Hank
- 2017 : Detroit de Kathryn Bigelow : Détective Thomas
- 2018 : Front Runner : Le Scandale (The Front Runner) de Jason Reitman : Kevin Sweeney
- 2018 : L'Épreuve du feu (Trial by Fire) d'Edward Zwick : Daniels
- 2018 : Décharnés (Discarnate) de Mario Sorrenti : Dr Travis Sherman
- 2020 : Cowboys d'Anna Kerrigan : Jerry
- 2020 : The Killing of Two Lovers de Robert Machoian : Derek
- 2025 : Flowervale Street de David Robert Mitchell

#### Courts métrages
- 2010 : Piranhas de Jason Strouse : Andy
- 2014 : Chimeras de Gianluca Minucci : Freddie

### Télévision

#### Séries télévisées
- 2009 : Monk : Second Slacker
- 2009 : Les Experts : Manhattan (CSI : NY) : Joe Ross
- 2009 : Sons of Anarchy : Alex Franklin
- 2009 : Numb3rs : Un jeune homme
- 2009-2011 : True Blood : Barry
- 2010 : FlashForward : Ross Weber
- 2010 : Rizzoli and Isles : Drew Beckett
- 2010 : Les Experts (CSI : Crime Scene Investigation) : Melvin Dodge
- 2011 : Justified : Bobby Green
- 2011 : Los Angeles, police judiciaire (Law and Order : Los Angeles) : Dave Harlin
- 2011 : Mentalist (The Mentalist) : Foley
- 2012 : New York, unité spéciale (Law and Order : Special Victims Unit) : Peter
- 2012 : Castle : Zeke
- 2012 : Dr Emily Owens (Emily Owens, M.D.) : Conor McCall
- 2012 : Hawaii 5-0 (Hawaii Five-0) : Jesse Hills
- 2012-2013 : Treme : L.P. Everett
- 2014 : Bones : Graham Breslin
- 2014 : Esprits criminels (Criminal Minds) : Russell Holmes
- 2014 : Perception : Alex White
- 2014-2015 : The Walking Dead : Martin
- 2015 : NCIS : Enquêtes spéciales (NCIS) : Davis Riley
- 2015 : The Messengers : Tom
- 2015-2016 : Banshee : Calvin Bunker
- 2017 : Halt and Catch Fire : Bobby Aron
- 2017 : L'Arme fatale (Lethal Weapon) : Dino Brand
- 2017 : Homeland : Rudy
- 2017 : Kingdom : Cody
- 2017-2019 : The Deuce : Paul Hendrickson
- 2018 : Code Black : Larry Green
- 2018 : Castle Rock : Boyd
- 2020-2021 : Grey's Anatomy : Station 19 (Station 19) : Wicklund
- 2021 : Lucifer : Alan
- 2022 : Périphériques, les mondes de Flynne (The Peripheral) : Jasper Baker
- 2022 : Women of the Movement : J. W. Milam
- 2023 : Mayfair Witches : Arlo Whittle